# Nele Rosetz
Nele Rosetz (geboren 1972 in Berlin), auch Bianca Nele Rosetz,  ist eine deutsche Schauspielerin.

## Leben und Werk
Rosetz studierte von 1994 bis 1998 Schauspiel an der Hochschule für Musik und Theater „Felix Mendelssohn Bartholdy“ in Leipzig und gehörte anschließend zum Ensemble des Schauspiel Leipzig, wo sie in Inszenierungen von Wolfgang Engel und Armin Petras zu sehen war. In Thomas Bischoffs Inszenierung von Heiner Müllers Weiberkomödie wurde Rosetz 1998 zum Berliner Theatertreffen eingeladen.
Es folgten ein dreijähriges Engagement am Schauspielhaus Bochum, wo sie u. a. in Neil LaButes Maß der Dinge (Regie: Karin Beier) und in Kauft Tasso! (Regie: Nicolas Stemann) zu sehen war, und zwei Spielzeiten am Deutschen Theater in Berlin, wo sie die Salome von Oscar Wilde in einer Inszenierung von Jürgen Kruse verkörperte. 2005 wechselte sie ans Schauspielhaus Zürich. Dort spielte sie in Schillers Kabale und Liebe (Regie: David Bösch) und in Lessings Miss Sara Sampson (Regie: Niklaus Helbling).
An der Volksbühne Berlin gastierte Rosetz in Ubukönig nach Alfred Jarry, inszeniert von Dimiter Gotscheff. Am Maxim-Gorki-Theater, ebenfalls in Berlin spielte sie die Oberpriesterin in Kleists Penthesilea, inszeniert von Felicitas Brucker, am Schauspiel Frankfurt in einer szenischen Umsetzung des Weißen Albums der Beatles von Roland Schimmelpfennig und Florian Fiedler. Seit 2012 gehört Rosetz zum Ensemble des Staatsschauspiel Dresden. Dort übernahm sie die Margarita in Bulgakows Der Meister und Margarita (Regie: Wolfgang Engel), die Blanche in Tennessee Williams’ Endstation Sehnsucht (Regie: Nuran David Calis) sowie die Klytämnestra in Andreas Kriegenburgs Inszenierung von Sartres Die Fliegen.
2014 debütierte sie bei den Salzburger Festspielen in Ödön von Horváths Don Juan kommt aus dem Krieg, inszeniert von Andreas Kriegenburg. Rosetz doziert Schauspiel an der Universität der Künste Berlin, am Mozarteum Salzburg, an der Folkwang Universität und der Hochschule für Musik und Theater Leipzig.
Neben ihrer Theaterarbeit absolviert Nele Rosetz zahlreiche Engagements in Funk, Film und Fernsehen. So stand sie als Gerichtsmedizinerin Dr. Tina Jaeger in der deutschsprachigen Krimiserie Der Ermittler, produziert von ZDF und dem Schweizer Fernsehen, vor der Kamera und war bisher in neun Folgen des Radio-Tatorts als Kommissarin Annika de Beer, produziert vom MDR, zu hören.

## Filmographie (Auswahl)

### Kino
- 2002: Mathilda
- 2012: Auf den zweiten Blick
- 2012: Frauensee

### Fernsehen
- 2005: Der Ermittler – Bittere Wahrheit
- 2012, 2023: SOKO Wismar
- 2010: Familie Dr. Kleist
- 2018: Tatort: Der Turm
- 2021: SOKO Leipzig – Für Luise
- 2022: Praxis mit Meerblick – Was wirklich zählt
- 2022: Neben der Spur ist auch ein Weg
- 2022: Kalt (Fernsehrfilm)

## Hörspiele
- 2006: Esmahan Aykol: Bakschisch – Bearbeitung und Regie: Judith Lorentz (Hörspiel – SWR)
- 2014: Kathrin Röggla: Lärmkrieg – Regie: Leopold von Verschuer (Hörspiel – BR)
- 2014: Maraike Wittbrodt: Wolfsmutter – Regie: Wolfgang Rindfleisch (Kinderhörspiel – DKultur)
- 2015: Thilo Reffert: Ein blühendes Land (Annika de Beer) – Regie: Götz Fritsch (Radio-Tatort – MDR)
- Radio-Tatort, sieben Folgen als Kommissarin Annika de Beer, ARD, seit Februar 2008

## Hörbücher
- 2021: Cho Nam-Joo: Kim Jiyoung, geboren 1982 (gemeinsam mit Felix von Manteuffel), Argon Verlag, ISBN  978-3-8398-1863-3